# تشارلز فنسنت
تشارلز فنسنت (بالفرنسية: Charles Vincent)‏ هو كاتب مسرحي فرنسي، ولد في 15 أبريل 1828 في فونتينبلو في فرنسا، وتوفي في 16 أغسطس 1888 في Janvry, Essonne ‏ في فرنسا.